# Open Saint-Gaudens Midi-Pyrénées 2014
L'Open Saint-Gaudens Midi-Pyrénées 2014 è stato un torneo di tennis facente parte della categoria ITF Women's Circuit nell'ambito dell'ITF Women's Circuit 2014. Il torneo si è giocato a Saint-Gaudens in Francia dal 12 al 18 maggio 2014 su campi in terra rossa e aveva un montepremi di $50,000+H.

## Partecipanti

### Teste di serie
| Nazionalità | Giocatrice           | Ranking* | Testa di serie |
| ----------- | -------------------- | -------- | -------------- |
| Canada      | Sharon Fichman       | 90       | 1              |
| Regno Unito | Johanna Konta        | 114      | 2              |
| Ucraina     | Maryna Zanevs'ka     | 123      | 3              |
| Francia     | Claire Feuerstein    | 124      | 4              |
| Montenegro  | Danka Kovinić        | 133      | 5              |
| Romania     | Alexandra Dulgheru   | 139      | 6              |
| Paraguay    | Verónica Cepede Royg | 140      | 7              |
| Turchia     | Çağla Büyükakçay     | 149      | 8              |

- Ranking al 5 maggio 2014.

### Altre partecipanti
Giocatrici che hanno ricevuto una wild card:
- Amandine Hesse
- Stéphanie Foretz Gacon
- Deniz Khazaniuk
- Jade Suvrijn

Giocatrici che sono passate dalle qualificazioni:
- Nigina Abduraimova
- Bianca Botto
- Fiona Ferro
- Ekaterine Gorgodze
- Myrtille Georges (lucky loser)

Giocatrici che hanno ricevuto un entry con un junior exempt:
- Ana Konjuh

## Vincitrici

### Singolare
Danka Kovinić ha battuto in finale  Pauline Parmentier con il punteggio di 6–1, 6–2

### Doppio
Verónica Cepede Royg /  María Irigoyen hanno battuto in finale  Sharon Fichman /  Johanna Konta con il punteggio di 7–5, 6–3